# Переня-де-ла-Рибера
Переня-де-ла-Рібера (ісп. Pereña de la Ribera) — муніципалітет в Іспанії, у складі автономної спільноти Кастилія-і-Леон, у провінції Саламанка. Населення — 404 особи (2010).

## Географія
Муніципалітет розташований на португальсько-іспанському кордоні.
Муніципалітет розташований на відстані близько 250 км на захід від Мадрида, 80 км на північний захід від Саламанки.

## Демографія
Динаміка населення (INE ):

## Галерея зображень

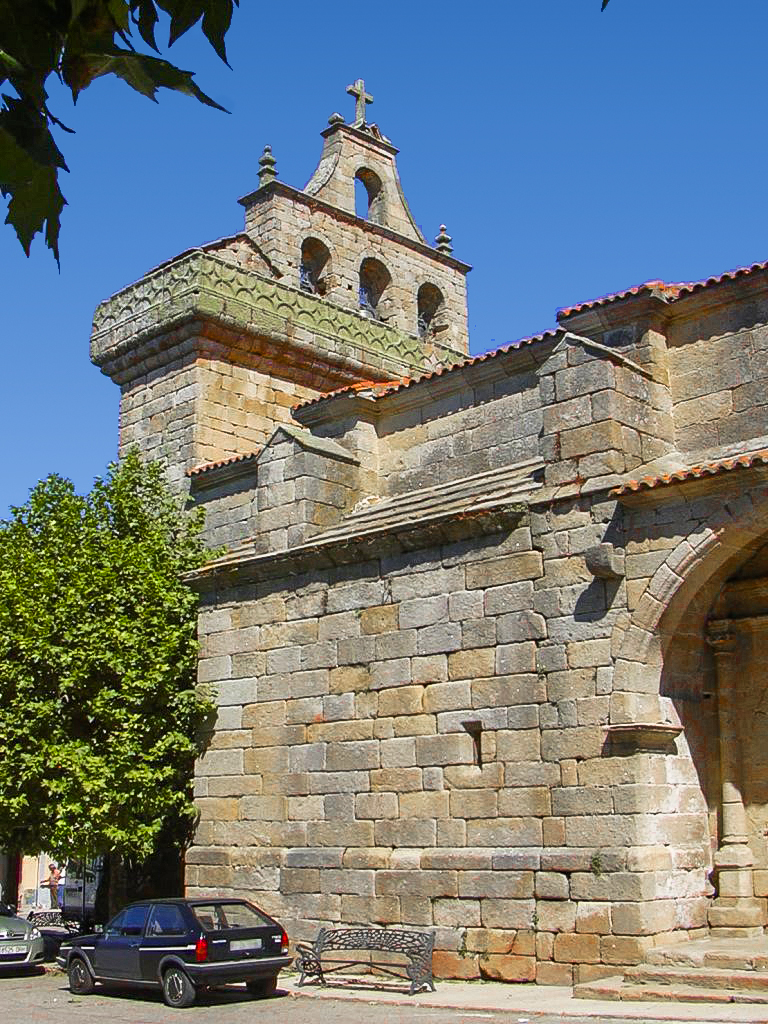
Церква Санта-Марія